# 황금타킨
황금타킨(학명: Budorcas taxicolor bedfordi)은 중국 산시성 남부의 친링산맥에 서식하는, 타킨의 멸종 위기에 처한 아종이다.

## 외형

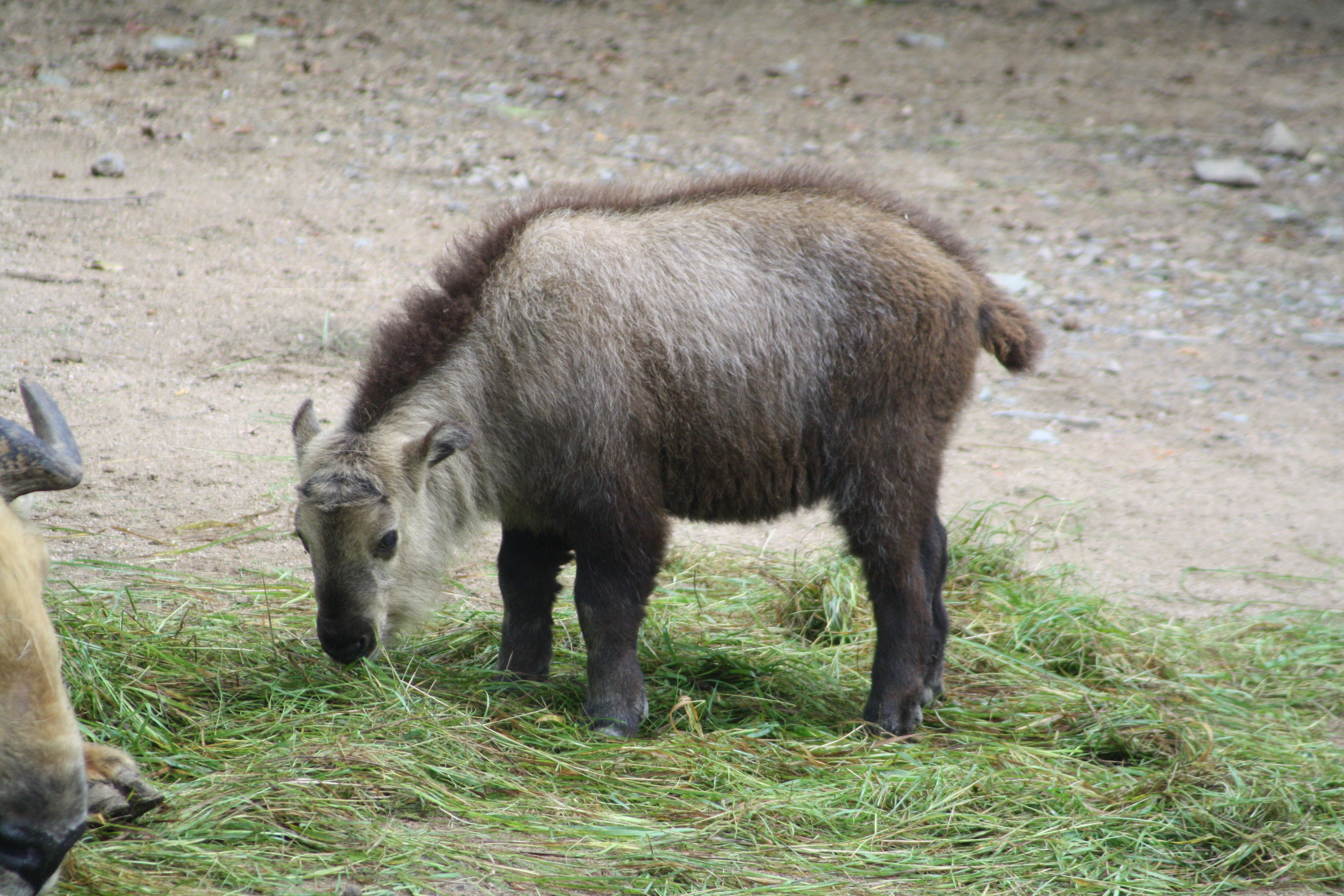
새끼 타킨

황금타킨은 독특한 황금빛 털로 식별되며 서식지 손실과 밀렵으로 인해 취약종으로 분류된다. 두꺼운 털에는 단열과 열 손실 방지에 도움이 되는 기름이 포함되어 있다.

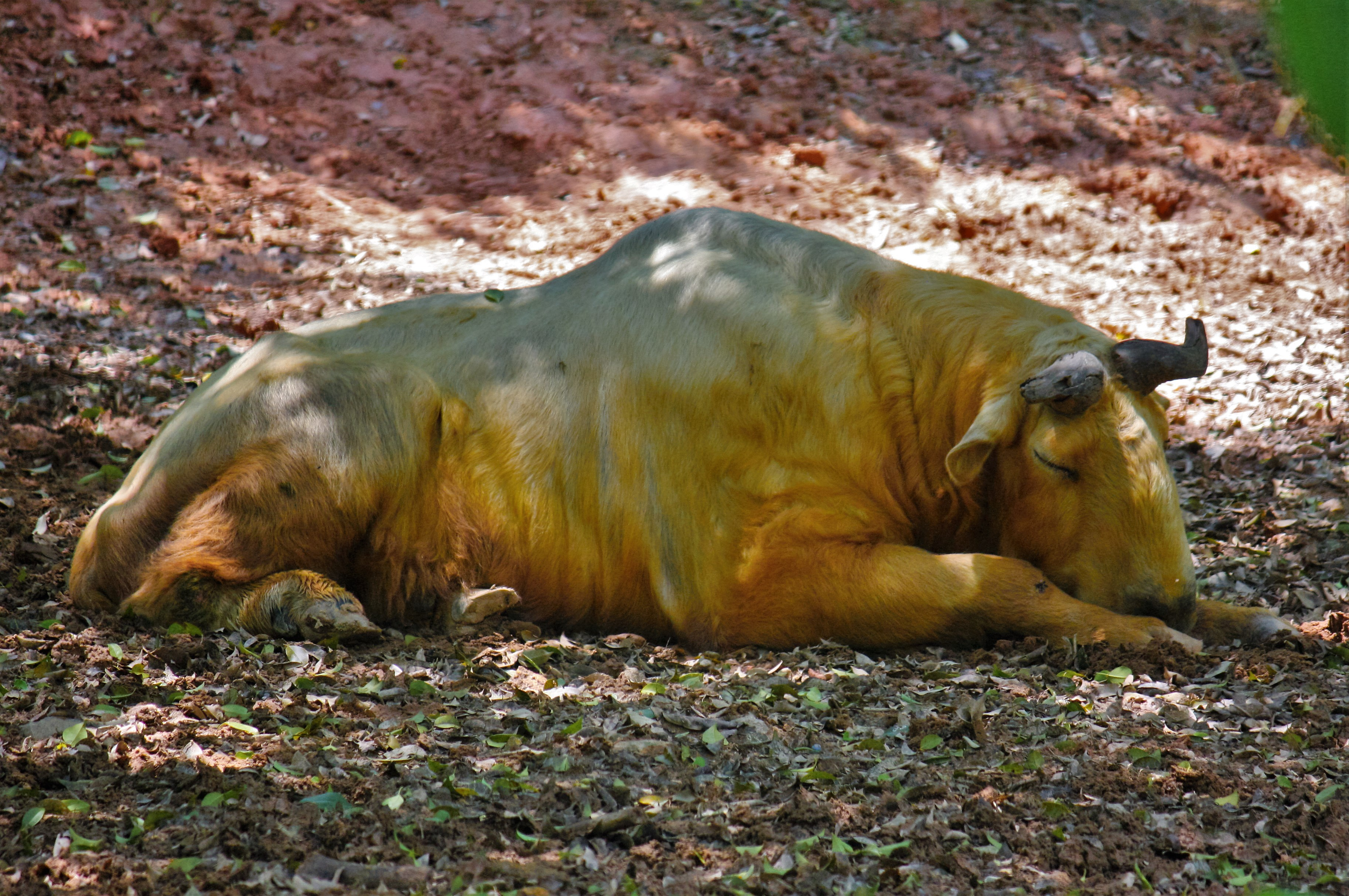
숙면을 취하는 황금타킨

황금타킨의 털은 흰색이나 황백색으로, 성체 수컷의 목과 앞가슴 털은 황금색을 띈다. 뿔이나 발굽, 콧구멍 등 털이 없는 부분은 검은색을 띈다. 귀는 짧고 좁고 뾰족하며, 꼬리는 짧고 삼각형이며, 아랫면에 털이 없다. 새끼 타킨은 더 작은 몸집과 회갈색 털, 그리고 머리 밑부분에서 꼬리까지 이어지는 긴 털의 짙은 암갈색 선으로 쉽게 식별된다. 새끼의 뿔은 생후 6개월이 될 때까지 나타나지 않는다.

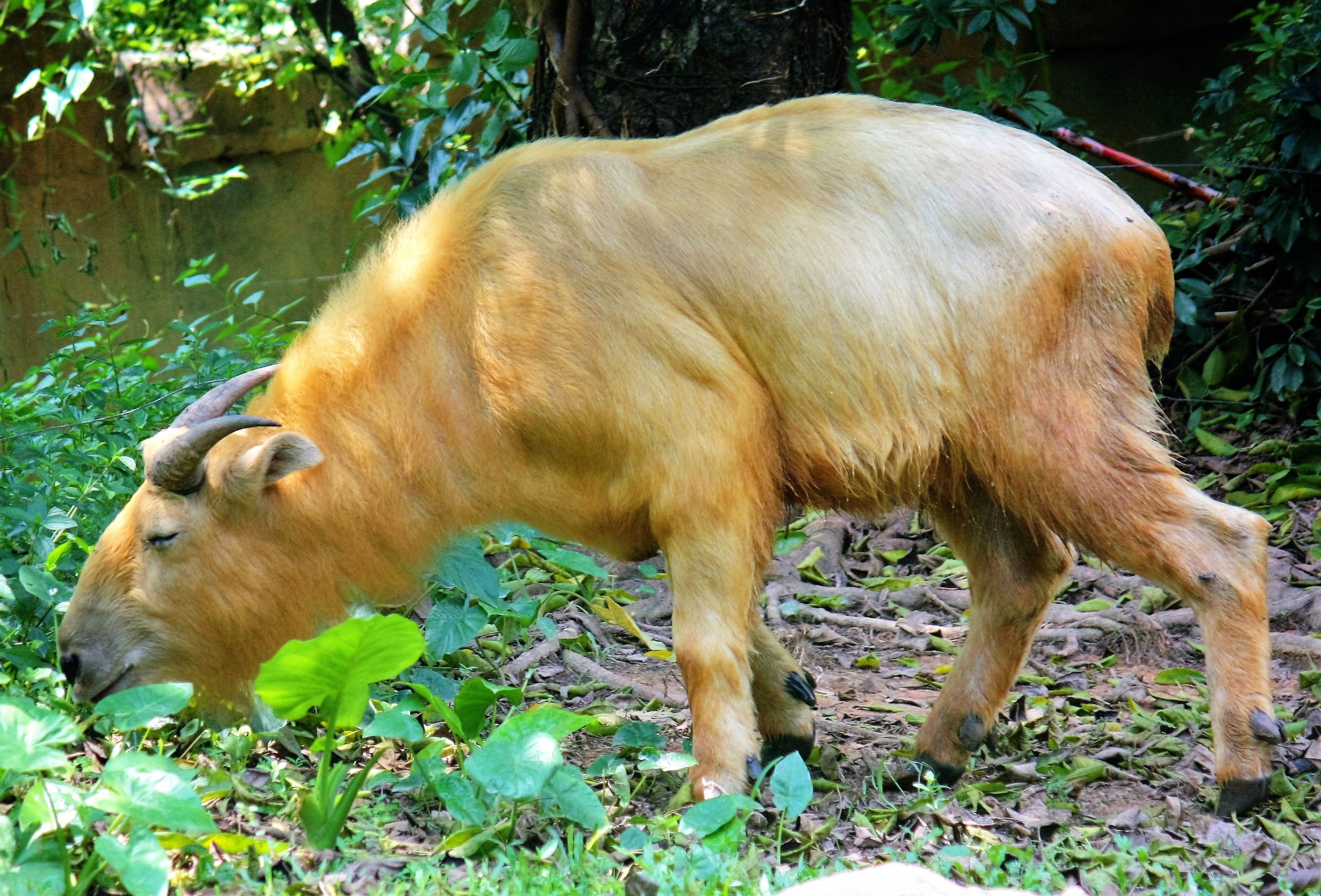
먹이를 찾는 황금타킨

타킨은 소변에 포함된 페로폰을 통해 성적 상태와 정체성을 전달하기도 한다. 수컷은 자신의 앞다리와 가슴, 얼굴에 소변을 뿌리고, 암컷은 소변을 볼 때 꼬리를 담근다.
황금타킨을 사냥하고 포획하는 것은 불법이기에 연구자들은 배설물 수집과 같은 비침습적인 방법을 통해 타킨을 연구한다. 황금타킨의 배설물 미생물군은 계절과 동물의 성별에 영향을 받는 것으로 보이며, 이동량이 증가하는 봄에 가장 높은 다양성이 발생한다.
사육되는 개체들에는 비소, 코발트, 구리, 셀레늄과 같은 특정 원소이 고농도로 검출되었으며, 오염된 음식이 원소 노출의 주요 공급원이었다. 비소와 납을 제외하고는 대부분의 수치가 안전 범위 내에 있었다.

## 서식지
다른 타킨들이 일반적으로 중국, 버마, 인도, 부탄의 산악 지역에서 발견되는 반면, 황금타킨의 서식지는 중국 산시성의 친링 산맥에만 국한되어 있다. 황금타킨은 해발 1,200~3,500m 범위의 숲에 서식하므로 삼림 벌채와 사냥에 특히 민감하다.
매년 봄이 되면, 황금타킨은 큰 무리를 지어 산을 올라 해발 4,300m 이상의 수목 한계선까지 이동한다. 선선한 날씨가 다가오고 식량이 부족해지면, 숲이 우거진 계곡으로 내려간다. 황금타킨은 어디로 가는지 상관없이 산 전체를 이동하는 동안 동일한 경로를 사용한다. 대나무와 진달래의 빽빽한 성장력을 통해 자연산 함염지와 방목 지역으로 이어지는 잘 마모된 일련의 길을 만든다.

## 무리 생활
무리의 크기는 계절에 따라 달라진다. 봄과 초여름에는 무리의 수가 최대 300마리까지 늘어나는데, 먹이가 부족한 서늘한 달에는 큰 무리들이 산으로 올라가면서 10~35마리의 개체들로 구성된 더 작은 무리로 나뉜다. 무리는 성체 암컷, 아성체 및 어린 수컷으로 구성된다. 나이가 많은 수컷들은 늦여름의 짝짓기 철을 제외하고는 일반적으로 단독 생활을 한다. 무리의 크기는 매우 다양하며, 특히 성숙하는 과정에서 어린 수컷이 어미와의 접촉을 점차 끊음으로써 영향을 받는다. 인간의 방해를 받은 타킨은 종종 다른 방향으로 달려가면서 무리를 분열시키기 때문에 인간의 방해도 영향을 미칠 것으로 추측된다.
보통 혼자 지내는 성체 수컷 타킨은 발정기 동안 짧은 시간 동안 무리와 만난다. 이들은 큰 소리로 소리를 질러 암컷을 유인하고 다른 수컷들에게 자신의 존재를 알린다. 또한 냄새를 통해 암컷을 추적하기도 한다. 일단 만나게 된다면 수컷은 암컷의 냄새를 맡고 핥아 암컷이 수용적인지 확인한다.
암컷 타킨은 이른 봄에 한 마리의 새끼를 낳기 위해 빽빽한 초목이 우거진 지역을 찾아다닌다. 새끼 타킨은 태어난 지 3일 이내에 어미를 따라 대부분의 지역을 돌아다닐 수 있다. 특히 곰이나 늑대가 근처에 있거나 무리가 먹이를 찾기 위해 먼 거리를 이동해야 하는 경우에 매우 중요하다. 새끼 타킨이 어미에게서 떨어지면 경고하는 소리를 내고, 어미는 다시 만날 수 있도록 낮고 목청 같은 소리로 응답한다. 새끼 타킨은 생후 2개월이 되면 단단한 음식을 먹기 시작함과 동시에 젖을 떼지만, 다음 새끼가 태어날 때까지 어미 근처에 계속 머물 수도 있다. 생후 6개월이 되면 머리에서 뿔이 자라기 시작한다. 새끼 타킨은 포식자로부터 위장할 수 있도록 성인보다 훨씬 더 어두운 털 색을 지니며, 나이가 들면서 사라지는, 등을 따라 어두운 줄무늬를 가지고 있다. 그들의 털은 나이가 들수록 색이 더 밝아지고, 길어지고, 더 덥수룩해진다.